# Slag bij Rutherford's Farm
De slag bij Rutherford's Farm vond plaats op 20 juli 1864 in Frederick County, Virginia als deel van de veldtochten in de Shenandoahvallei van 1864 tijdens de Amerikaanse Burgeroorlog. Deze slag is ook gekend als de slag bij Carter's Farm of Stephenson's Depot. Het was een relatief kleine slag tussen de Zuidelijke eenheden van generaal-majoor Stephen D. Ramseur en de Noordelijke brigadegeneraal William W. Averell.

## Achtergrond
Na twee mislukte Noordelijke aanvallen op de Zuidelijke flanken bij Kabletown, West Virginia en Berry’s Ferry, besliste Early op 19 juli om zich terug te trekken naar betere stellingen bij Strasburg, Virginia. Dit manoeuvre hield ook in dat de militaire ziekenhuizen en de opslagplaatsen in Winchester, Virginia dienden geëvacueerd te worden. Om de evacuatie vlot te laten verlopen stuurde Early Ramseurs divisie naar Winchester. Ramseur diende binnen de fortificaties van de stad te blijven zonder de vijand aan te vallen.
Drie dagen daarvoor had de Noordelijke generaal-majoor David Hunter een foutief bericht ontvangen omtrent Zuidelijke cavalerie die zich voorbereidde op een raid op de Baltimore en Ohio-spoorweg. Om deze zogenaamde dreiging het hoofd te bieden stuurde Hunter zijn cavalerie aangevoerd door brigadegeneraal Averell van Martinsburg naar Winchester. Averell vertrok op 19 juli en trok slechts traag op om niet het volledige leger van Early voor zich te krijgen. Tegen de avond bereikte hij Bunker Hill.

## De slag
In de loop van de ochtend van 20 juli 1864 arriveerde Ramseurs divisie in Winchester. Hij stuurde onmiddellijk de cavalerie onder leiding van John C. Vaughn en William L. Jackson in noordelijke richting om uit te kijken naar vijandelijke aanwezigheid. Zuidelijke verkenners vonden het Noordelijke kamp bij Bunker Hill rond 07.00u en rapporteerden dit aan Ramseur. Rond 09.00u brak Averell het kamp op en rukte verder op langs de Valley Turnpike. Langs de route werd er voortdurend gevochten met Zuidelijke verkenners. Tegen 11.00u kwamen de Noordelijken aan bij Stephenson’s Depot waar Vaughns en Jacksons cavalerie zich hadden opgesteld op een lage heuvelrug. De Zuidelijken waren afgestegen van hun paarden en hadden artillerie opgesteld. De Zuidelijke artillerie opende het vuur. Hierop stelde Averell zijn eigen artillerie op waarop een artillerieduel ontstond.
Rond 14.00u stuurde Vaughn een koerier naar Ramseur om hem op de hoogte te brengen van de laatste ontwikkelingen en met de vraag om de infanterie in de strijd te gooien. Ondanks het bevel van Early om in de stad te blijven, rook Ramseur reeds de overwinning en stuurde zijn infanterie op pad. Binnen het uur was de Zuidelijke infanterie ter plaatse en werd verdoken opgesteld in de bossen boven op een heuvelrug. Ondertussen begon de Noordelijke aanval. Toen de Noordelijken de heuvelrug bereikten, werden ze zwaar onder vuur genomen en vertoonde hun linkerflank barsten.
De Zuidelijke linkerflank in de bossen ging in het luchtledige. De Noordelijke cavalerie die de opmars ondersteunde viel de onbeschermde linkerflank aan waardoor die gebroken werd.  Het Zuidelijke centrum en rechterflank bleef onophoudelijk vuren op de Noordelijke opmars. Regiment per regiment zette het echter op een lopen toen de Noordelijke cavalerie verder in de vijandelijke flank doordrong. Uiteindelijk viel de volledige Zuidelijke slaglinie in stukken uit elkaar. Ramseur slaagde er niet in om zijn troepen ter hergroeperen voor ze de betrekkelijke veiligheid van de fortificaties in Winchester bereikten. Averell wist niet waar de rest van Early’s leger was en besliste om de achtervolging niet in te zetten.

## Gevolgen
De slag resulteerde in een grote Noordelijke overwinning. Strategisch gezien had het enkel invloed op het moreel van de troepen. De evacuatie van Winchester kon volledig voltooid worden en Ramseur werd enkel getrakteerd op een streng gesprek met Early en dit ondanks zijn insubordinatie.